# Cápsula fonocaptora

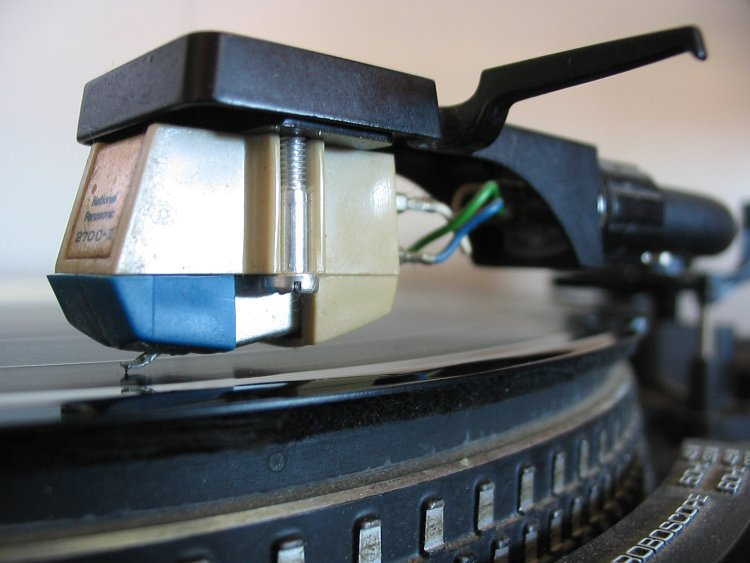

A cápsula fonocaptora é encontrada em toca-discos de vinil. Trata-se de um transdutor em miniatura que ao percorrer as ondulações dos sulcos, transforma as vibrações mecânicas em impulsos elétricos, que por sua vez serão amplificados, resultando em som audível.

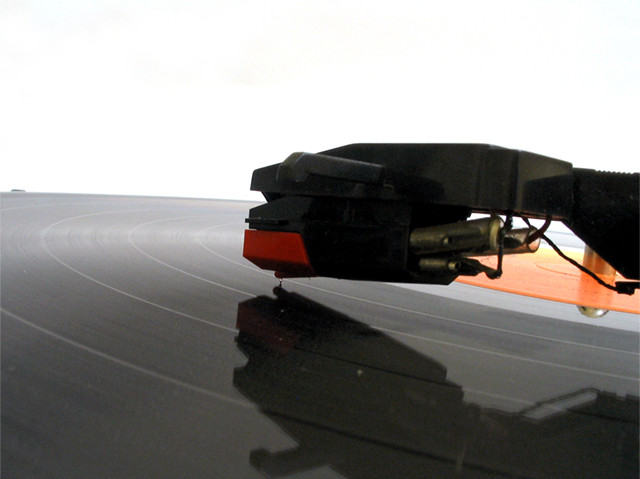

Os toca-discos mais simples possuem cápsulas de pouco desempenho, enquanto que os toca-discos de alta fidelidade possuem cápsulas com excelente desempenho e com resposta de freqüência superior, fazendo uso de agulhas elípticas que melhor se ajustam aos sulcos do vinil, permitindo uma leitura mais precisa e resultando em reprodução sonora superior.

## Tipos de cápsulas
Cápsula Cerâmica
Modelo mais simples de cápsula, onde a captação de cada canal é realizada por uma pequena lâmina piezoelétrica (cerâmica). Geralmente tem uma faixa de frequência de resposta mais limitada (100 Hz - 10 kHz). É o modelo que equipa o braço da foto ao lado.
Cápsula Magnetodinâmica (Moving Magnet)
Onde o ímã é móvel e a bobina é fixa. Os movimentos, a partir das vibrações captadas pela agulha ao percorrer o microsulco do disco de vinil, são transmitidas ao ímã, que movimentando-se, faz variar a indução de seu campo magnético sobre a bobina, criando uma corrente elétrica através desta e originando o sinal de áudio.
Cápsula Dinâmica (Moving Coil)
O ímã é fixo e a bobina é móvel. A bobina, movimentando-se dentro do campo magnético do imã, provoca a circulação de uma corrente eléctrica através da bobina, originando o sinal de áudio.
Cápsula Magnética ou de Relutância Variável (lnduced Magnet)
O ímã e a bobina são fixos num suporte. As vibrações são transmitidas a uma pequena lâmina que, ao vibrar, corta as linhas do campo magnético do íman variando a indução sobre a bobina, acarretando a circulação de uma corrente e o sinal de áudio.

## Tipos de agulhas
As agulha podem ser feitas de safira ou diamante.
Agulha Cônica (Conical, Spherical)
Agulha fonocaptora de secção transversal circular.
Agulha Elíptica ou Bi-Radial 
De seção transversal semelhante a uma elipse, que emprega dois raios de circunferência diferentes.